# La Belle Saison
La Belle Saison (bra: Um Belo Verão ou A Bela Estação) é um filme franco-belga de 2015, escrito por Catherine Corsini e Laurette Polmanss e dirigido por Catherine Corsini.

## Sinopse
No início da década de 1970, Delphine (Izïa Higelin) deixa a casa dos pais no interior da França para estudar em Paris. Na agitação da capital, envolve-se nos movimentos de liberação sexual e, na faculdade, conhece Carole (Cécile de France), uma professora casada. Apaixonadas uma pela outra, passam a enfrentar preconceitos e a oposição do marido de Carole. Mas tudo pode mudar quando o pai de Delphine adoece e ela é obrigada a voltar para o interior.

## Elenco
- Cécile de France ... Carole
- Izïa Higelin ... Delphine
- Noémie Lvovsky ... Monique (mãe de Delphine)
- Jean-Henri Compère ... Maurice (pai de Delphine)
- Loulou Hanssen ... Françoise
- Kévin Azaïs ... Antoine
- Benjamin Bellecour ... Manuel
- Laetitia Dosch ... Adeline
- Sarah Suco ... Fabienne
- Calypso Valois ... Charlotte
- Natalie Beder ... Marie-Laure
- Bruno Podalydès ... professor Chambard
- Antonia Buresi ... Geneviève
- Julie Lesgages ... Joëlle
- Patrice Tepasso ... Christophe
- Franc Bruneau ... Guy
- Stéphane Otero ... Hervé

## Prêmios e indicações
Prêmio César 2016
- Indicada
  - Melhor atriz (Cécile de France)[3]
  - Melhor atriz coadjuvante (Noémie Lvovsky)[3]